# Manternach
Manternach (luxemburgisch Manternachⓘ) ist eine Gemeinde im Großherzogtum Luxemburg und gehört zum Kanton Grevenmacher.

## Zusammensetzung der Gemeinde
Die Gemeinde Manternach besteht aus den Ortschaften:
- Berburg (Berbourg)
- Lellig
- Manternach
- Münschecker

## Geschichte

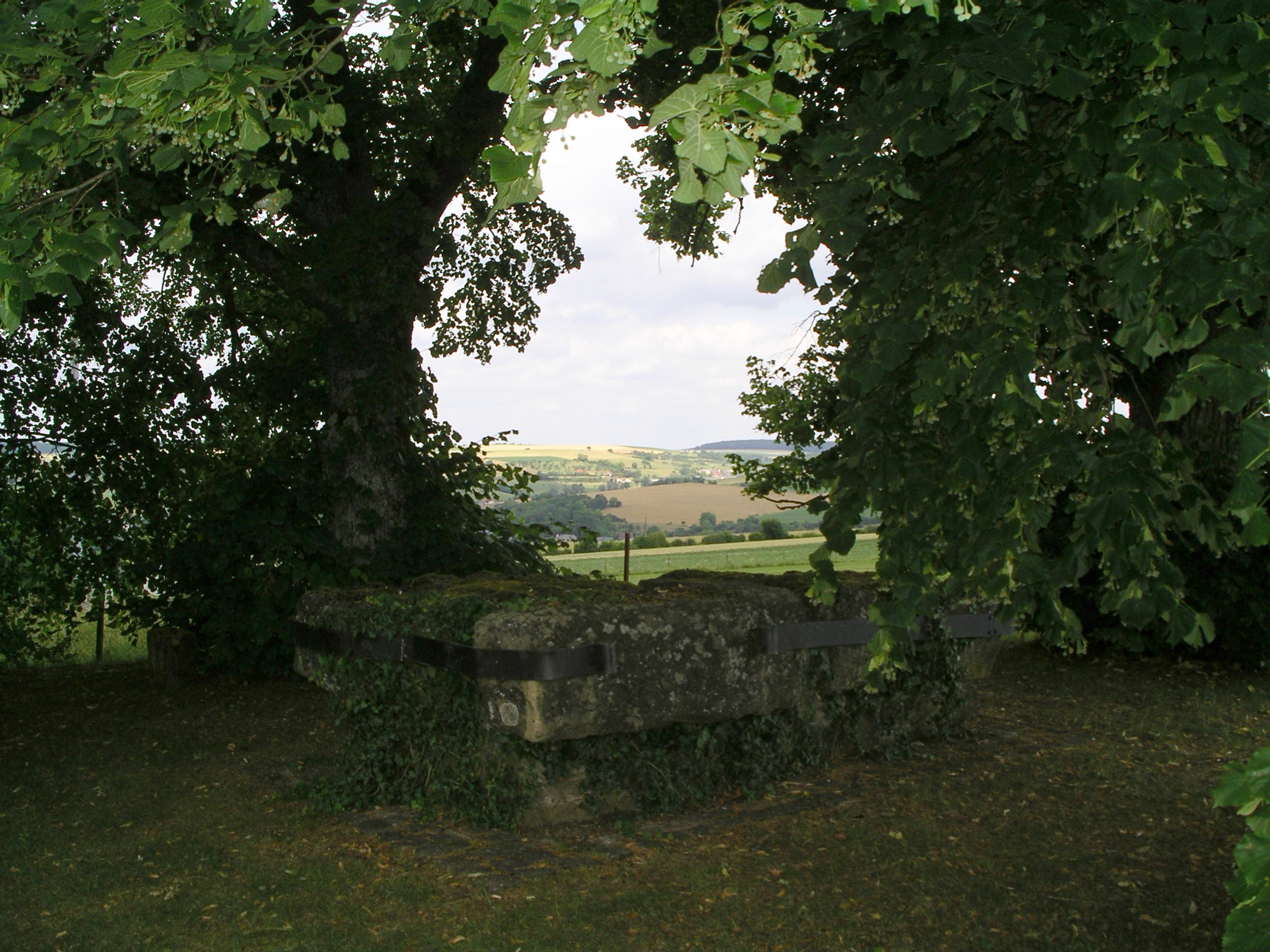
„Groëstaen“, Münschecker

Die Siedlungsgeschichte der Gemeinde kann bis zu den Zeiten der Kelten und Römer zurückverfolgt werden, was bezeugt wird durch keltische Hügelgräber (tumuli) und den „Groëstaen“, einen Dolmen (siehe Bild).
Der Waldreichtum und das starke Gefälle der Syr ließen die Gemeinde in der Mitte des 18. Jahrhunderts zur Wiege der luxemburgischen Stahlindustrie werden. Mit Wassermühlen konnte man große Eisenhammer betreiben.
1755 gründete Baron J. Ph. D’Arnoult de Soleuvre, Herr in Berburg, die nach seinem Besitz genannte Eisenhütte. 50 Jahre später baute J.L. Faber, der damalige Pächter der Berburger Hütte, weiter unterhalb ein Eisenspaltwerk. Schließlich wurde die Hüttenanlage von den Gebrüdern Metz (Mitbegründer der Arbed) übernommen und dann eingestellt, als im Süden Luxemburgs Minette neu entdeckt wurde.
Am 20. August 1861 wurde die Bahnstrecke Luxemburg–Wasserbillig eröffnet. Der Bahnhof Manternach liegt 7 Kilometer von der Grenze zwischen Deutschland und Luxemburg entfernt (Anschluss an die Bahnstrecke nach Trier und zur Bahnstrecke Metz-Ville–Zoufftgen). Vom Bahnhof Manternach zum Bahnhof Luxemburg sind es 30,6 km.

Das Eisenspaltwerk
wurde an J. Lamort, Drucker und Papierhersteller aus Luxemburg, verkauft. Da in der Papierherstellung von Textillumpen auf Holz übergegangen wurde, lieferte eine unterhalb Manternach errichtete Holzschleifmühle den dazu erforderlichen Holzbrei. Mit Beginn des Ersten Weltkriegs kam das jähe Aus für die Papierfabrik. Nach dem Kriege eröffnete B. Neis aus Manternach eine Werkstatt für landwirtschaftliche Maschinen. Nachdem die elterliche Scheune zu klein geworden war, wurden  am Ufer der Syr Werkshallen errichtet, wo eine breite Produktpalette hergestellt wurde, darunter Sägen, Heubläser und Dreschmaschinen.

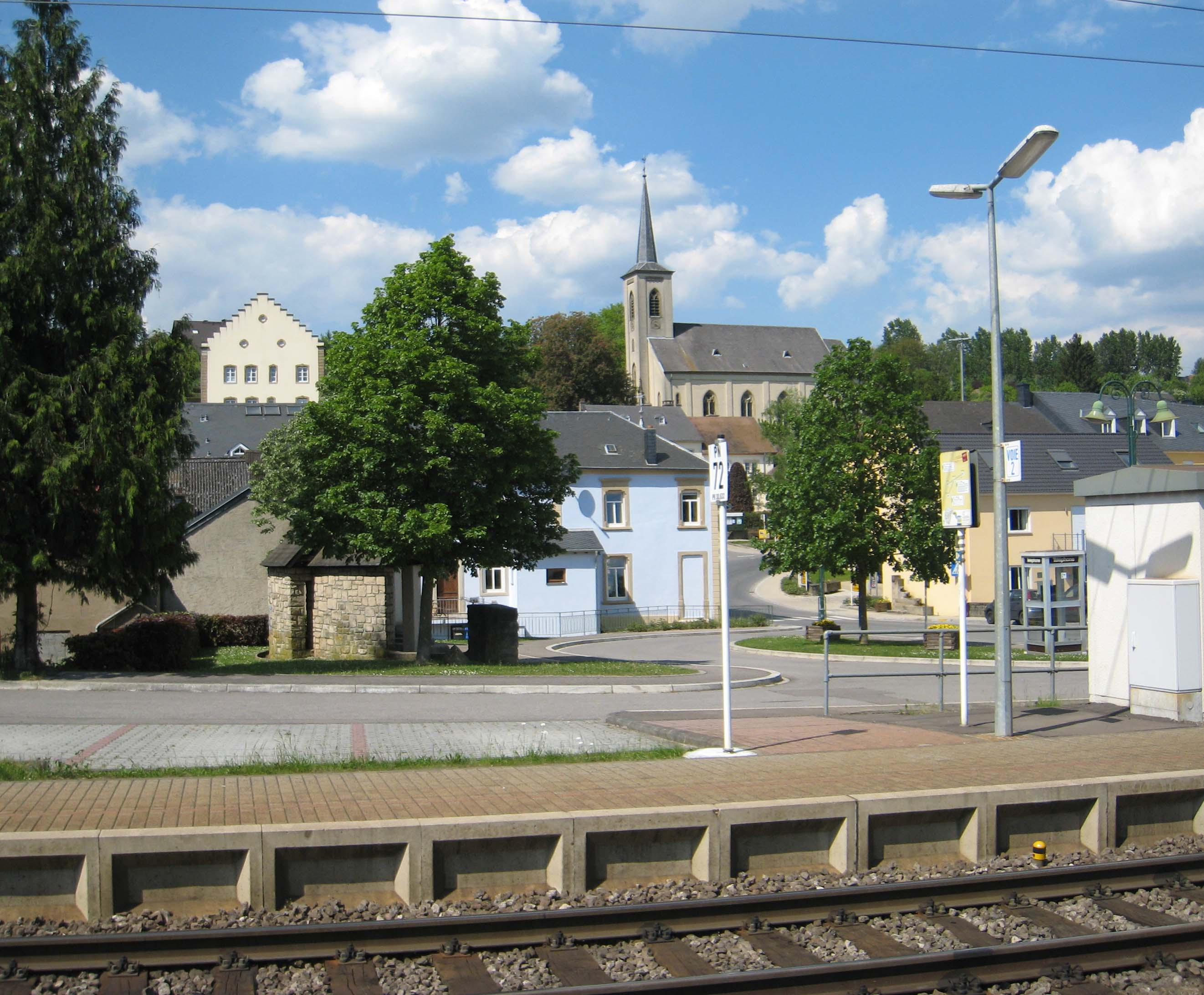
Manternach, Bahnstation

Es gibt in Manternach einige holz- und metallbearbeitende Unternehmen mittlerer Größe und zahlreiche landwirtschaftliche Betriebe.

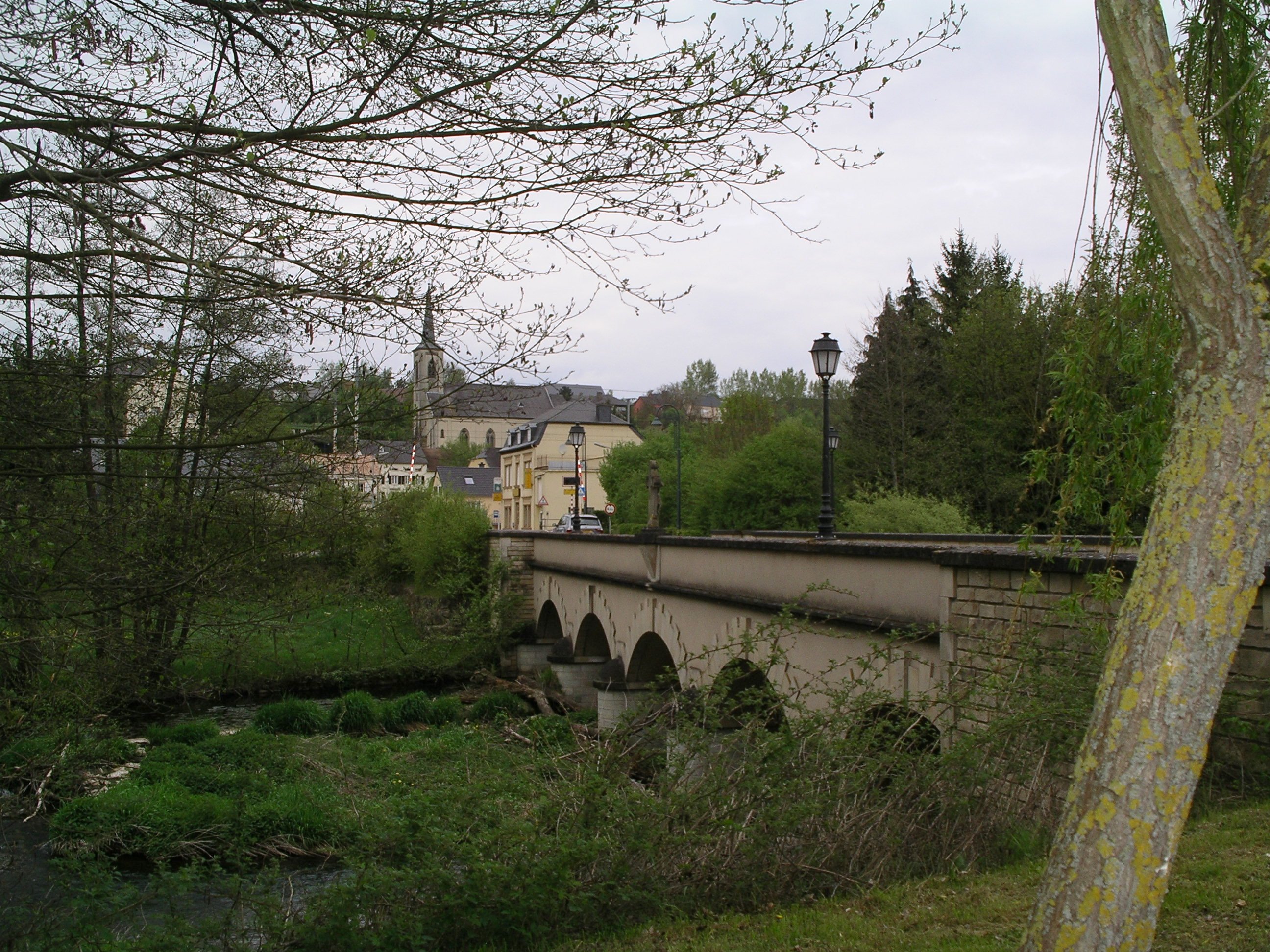
Brücke über die Syr

Der Bau der nahegelegenen Autobahnstrecke Trier-Luxemburg (Bundesautobahn 64 / Autoroute 1 (Luxemburg)) hat insbesondere in Münschecker zu einem Bevölkerungsanstieg geführt, was die Neubildung eines Wahlbezirks erforderlich machte.

In Manternach ist der Sitz der Gemeindeverwaltung.
Angesichts der starken Bevölkerungsentwicklung und der Aktivität der örtlichen Vereine wurde in Berbourg ein Centre scolaire et sportif errichtet.
Als Empfangszentrum für die Naturschutzzone „Manternacher Fiels“ wurde in einem ehemaligen Bauernhof mitten in Manternach „A Wiewesch“ eingerichtet, wo Ausstellungsstücke zur natürlichen Umgebung und Geschichte der Gemeinde sowie touristische Informationen, etwa  über Lehr- und Wanderwege, angeboten werden.
Die Gemeinde ist Mitglied in den Kommunalverbänden SIAEG, SICEC, SIDERE, SIGI, SYNECOSPORT und SYVICOL.
Manternach ist Partnerstadt von Saint-Désert in Burgund.